# Anthurium folsomianum
Anthurium folsomianum är en kallaväxtart som beskrevs av Thomas Bernard Croat. Anthurium folsomianum ingår i släktet Anthurium och familjen kallaväxter. Inga underarter finns listade.